# Otfried Praetorius

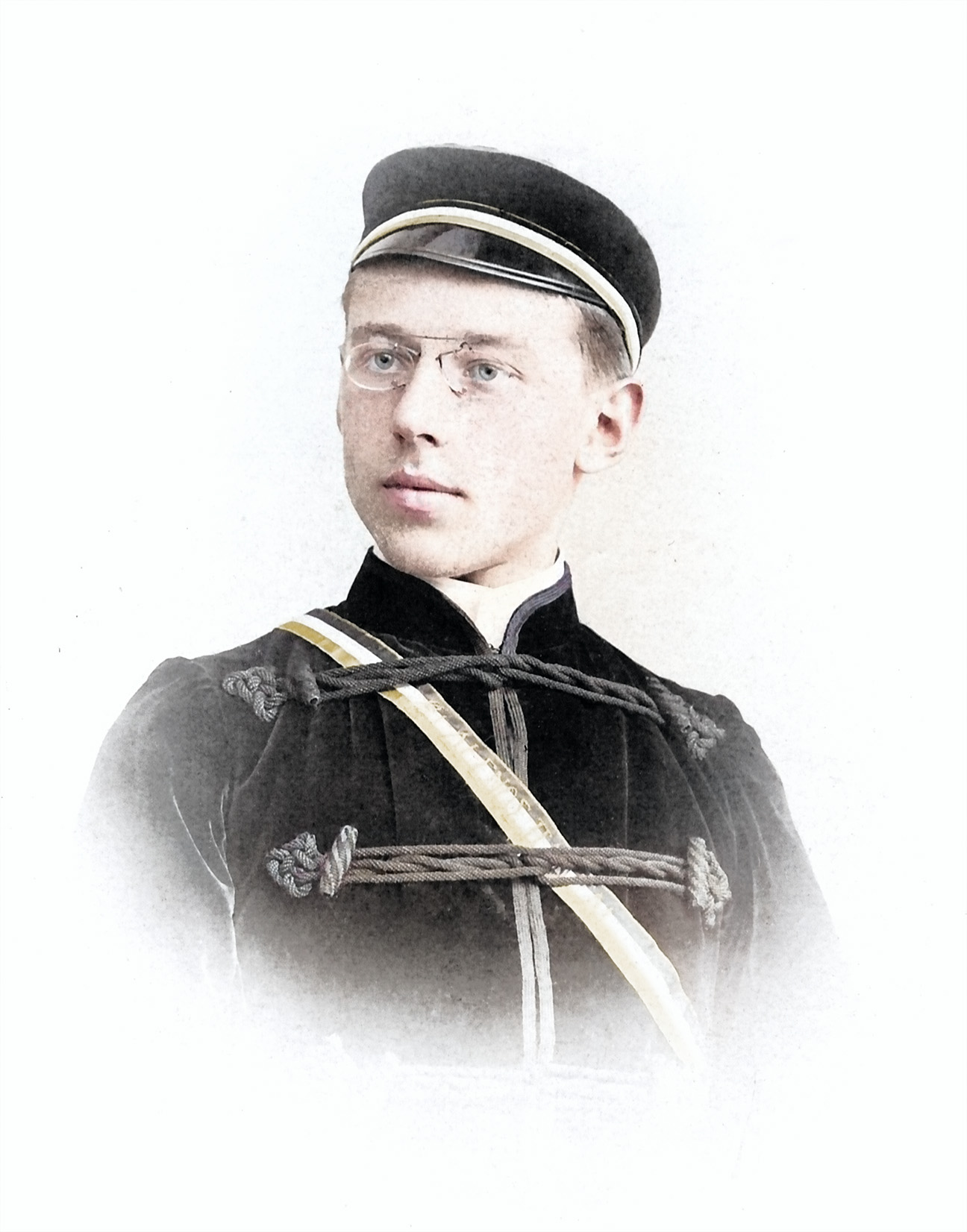
Otfried Praetorius als Straßburger Wingolfit, 1896

Otfried Praetorius (voller Name: Otto Friedrich Christian Gotthilf Otfried Praetorius; * 26. Februar 1878 in Nieder-Gemünden; † 23. November 1964 in Nieder-Ramstadt) war ein deutscher Gymnasialprofessor und Genealoge.

## Leben und Werk
Praetorius, ein Sohn des Pfarrers Heinrich Praetorius (1836–1892), studierte in Straßburg, Heidelberg, Gießen und Leipzig, wo er jeweils den Studentenverbindungen des Wingolfs beitrat. Er war Mathematiklehrer, 1903 Oberlehrer an der Augustinerschule in Friedberg (Hessen), später an der Viktoriaschule in Darmstadt und dort seit 1911 Titularprofessor. 1944 wechselte er nach Nieder-Ramstadt, 1947 trat er in den Ruhestand. 1957 trat er auch dem Frankfurter Wingolf bei.
Als Genealoge war er auf die Region Hessen spezialisiert und veröffentlichte zahlreiche Stamm- und Ahnenlisten sowie prosopographische Forschungen u. a. zur Geschichte der Universitäten von Gießen und Mainz und des Reichskammergerichts.
Er war seit 1907 verheiratet mit Dora Nodnagel (1881–1972), der Ehe entstammten vier Kinder. Das Ehepaar stand in freundschaftlicher Beziehung zu dem Reformpädagogen Paul Geheeb (1870–1961), der ein enger Freund von einem Bruder Doras, dem Komponisten und Literaten Ernst Otto Nodnagel, war. Auch dessen Tochter Atha Nodnagel, später verehelichte Gruhle, wurde an der Odenwaldschule Oberhambach unterrichtet. Das Ehepaar Praetorius betrachtete die Nichte Atha als eine Art Adoptivkind. Er nahm während des Ersten Weltkriegs an den Kämpfen im Herbst 1914 in Flandern, im Sommer 1915 in Polen bis zu den Kämpfen vor Wilna teil. Im Dezember 1914 erlitt er einen Schuss in den Oberarm und im September 1915 durch beide Oberschenkel, sodass er nach längeren Lazarettaufenthalten in Polen, Berlin, Darmstadt und Leipzig im November 1915 als Hauptmann der Reserve aus dem Krieg ausschied.

## Auszeichnungen
- Eisernes Kreuz 2. Klasse[2]
- Hessische Tapferkeitsmedaille[2]
- Ritterkreuz 2. Klasse des sächsischen Albrechts-Ordens mit Schwertern[2]
- Verwundetenabzeichen in Mattweiß[2]

## Schriften (Auswahl)
- mit Friedrich Knöpp als Bearbeiter: Die Matrikel der Universität Gießen, Teil 2: 1708-1807 (= Forschungen zur hessischen Familien- und Heimatkunde, Band 23/Bibliothek familiengeschichtlicher Quellen, Band 11), Neustadt an der Aisch: Degener 1957.